# 下田上村
下田上村（しもたなかみむら）は、滋賀県栗太郡にあった村。現在の大津市の南東部、大戸川の沿岸および田上各町にあたる。

## 地理
- 山岳：大日山、笹間ヶ岳、八筈ヶ岳、堂山、太神山
- 河川：瀬田川、大戸川、天神川、宮川

## 歴史
- 1889年（明治22年）4月1日 - 町村制の施行により、羽栗村・森村・枝村・里村・石居村・稲津村・黒津村・太子村・関津村の区域をもって発足。
- 1951年（昭和26年）4月1日 - 大津市に編入。同日下田上村廃止。